# Heather Dalmage
Heather Dalmage (* 1965) ist eine US-amerikanische Soziologin. Sie lehrt und forscht seit 1996 an der Roosevelt University und ist Direktorin des dortigen Mansfield Institute for Social Justice and Transformation. 2019/20  amtierte sie als Präsidentin der Society for the Study of Social Problems.
Von 1993 bis 1996 war Dalmage Dozentin am John Jay College of Criminal Justice der City University of New York, 2009 war sie im Rahmen eines Fulbright-Stipendiums Gastforscherin am Centre for Critical Research on Race and Identity der südafrikanischen Universität von KwaZulu-Natal.
Als Studentin war sie eine erfolgreiche Eisschnellläuferin und nahm mit dem U.S. World Short Track Speed Skating Team an mehreren internationalen Wettbewerben teil.

## Schriften (Auswahl)
- Mit Michael T. Maly: Vanishing Eden. White construction of memory, meaning, and identity in a racially changing city.  Temple University Press, Philadelphia 2016, ISBN 978-1-43991-118-1.
- Herausgegeben mit Barbara Katz Rothman: Race in an era of change. A reader. Oxford University Press, New York 2011, ISBN 978-0-19975-210-2.
- Als Herausgeberin: The politics of multiracialism. Challenging racial thinking. State University of New York Press, Albany 2004, ISBN 0-7914-6153-X.
- Tripping on the color line. Black-white multiracial families in a racially divided world. Rutgers University Press, New Brunswick 2000, ISBN 0-8135-2843-7.